# P-fenilenodiamina
p-Fenilenodiamina ou para-fenilenodiamina é um composto orgânico com a fórmula C6H4(NH2)2. Este derivado da anilina é um sólido branco, mas amostras tornam-se escuras devido à oxidação ao ar. É um dos isômeros do diaminobenzeno, em que os dois radicais amina estão em carbonos opostos do benzeno (nas posições para). É principalmente usado como um componente de polímeros de engenharia e compósitos, sendo que com o cloreto de tereftaloila são os dois monômeros usados no polímero Kevlar. É também usado como um ingrediente em corantes para cabelos.
É abreviado na literatura pela sigla PPD, do inglês p-phenylenediamine.

## Produção
PPD é produzido via três rotas. Mais comumente, 4-nitroclorobenzeno é tratado com amônia e a 4-nitroanilina resultante é então hidrogenada:
ClC6H4NO2  +  2 NH3   →   H2NC6H4NO2  +  NH4Cl
H2NC6H4NO2  +  3 H2   →   H2NC6H4NH2  +  2 H2O
Na rota desenvolvida peça DuPont, anilina é convertida a 1,3-difeniltriazeno, a qual é convertida por catálise ácida a 4-aminoazobenzeno. A hidrogenação deste último resulta PPD.

## Usos

### Precursor de polímeros
PPD é um precursor de plásticos e fibras aramidas, tais como o Kevlar. Estas aplicações exploram difuntionalidade do PPD, ou seja, a presença de dois grupos amina que permitem que as moléculas serem juntadas. Este polímero surge a partir da reação de PPD e cloreto de tereftaloilo. A reação de DPP com fosgênio dá o diisocianato, um precursor dos polímeros de uretano.

Estrutura molecular do Kevlar: a subunidade monômero é apresentada em traço escuro, linhas tracejadas indicam ligações de hidrogênio.

### Corantes
Este composto é uma tintura de cabelo comum. Seu uso está sendo suplantado por outros análogos da anilina e derivados, tais como o 2,5-diamino-hidroxietilbenzeno e o 2,5-diaminotolueno. Outros derivados populares incluem tetra-aminopirimidina e indoanilinas e indofenóis. Derivados de diaminopirazol dão cores vermelho e violeta. Nestas aplicações, o precursor do corante quase incolor oxida o corante.

### Antioxidante de borracha
PPD é facilmente oxidado, e por esta razão os derivados de PPD são usados como antiozonantes na produção de produtos de borracha. Os substituintes, naftilo, isopropilo, etc, afetam a eficácia das suas funções anti-oxidantes, bem como as suas propriedades como irritantes da pele.

### Outros usos
PPD é também usado como um agente de desenvolvimento no processo fotográfico colorido C-41 na etapa de desenvolvimento, reagindo com os grãos de prata no filme e criando os corantes coloridos que formam a imagem.

## Segurança
A DL50 aquática da PPD é 0,028 mg/L. A Agência de Proteção Ambiental dos EUA informou que, em ratos e camundongos cronicamente expostos a PPD em sua dieta, o peso corporal é simplesmente deprimido, e quaisquer outros sinais clínicos de toxicidade foram observados em vários estudos. Uma revisão de 31 artigos em língua inglesa publicados entre janeiro de 1992 e fevereiro de 2005, que investigou a associação entre o uso de tintura de cabelo pessoal e câncer, identificadas através do motor de busca PubMed encontrou "pelo menos um estudo bem planejado com a avaliação da exposição detalhada" a associação entre uso pessoal de tintura de cabelo e linfoma não-Hodgkin, mieloma múltiplo, leucemia aguda e câncer de bexiga são observados, mas essas associações não foram consistentemente observadas nos estudos. A meta-análise formal não foi possível devido à heterogeneidade da avaliação da exposição através dos estudos.
O CDC lista o PPD como sendo um alérgeno por contato. Meios de exposição são através de inalação, absorção pela pele, ingestão contato com a pele e/ou olhos; sintomas de exposição incluem irritação da garganta (faringe e laringe), asma brônquica e dermatite de sensibilização. A sensibilização é uma questão ao longo da vida, que pode levar à sensibilização ativa a produtos, incluindo, mas não limitados a roupa preta, várias tintas, tinturas para o cabelo, peles tingidas, couro tingido, e certos produtos fotográficos. Foi votado Alérgeno do Ano em 2006 pela Sociedade Americana de ermatite de Contato (American Contact Dermatitis Society).
Envenenamento por PPD "é raro em países ocidentais."